# Stretton (Warrington)
Stretton – wieś w Anglii, w hrabstwie ceremonialnym Cheshire, w dystrykcie (unitary authority) Warrington. Leży 27 km na północny wschód od miasta Chester i 263 km na północny zachód od Londynu. W 2001 miejscowość liczyła 1009 mieszkańców.